# Ayod

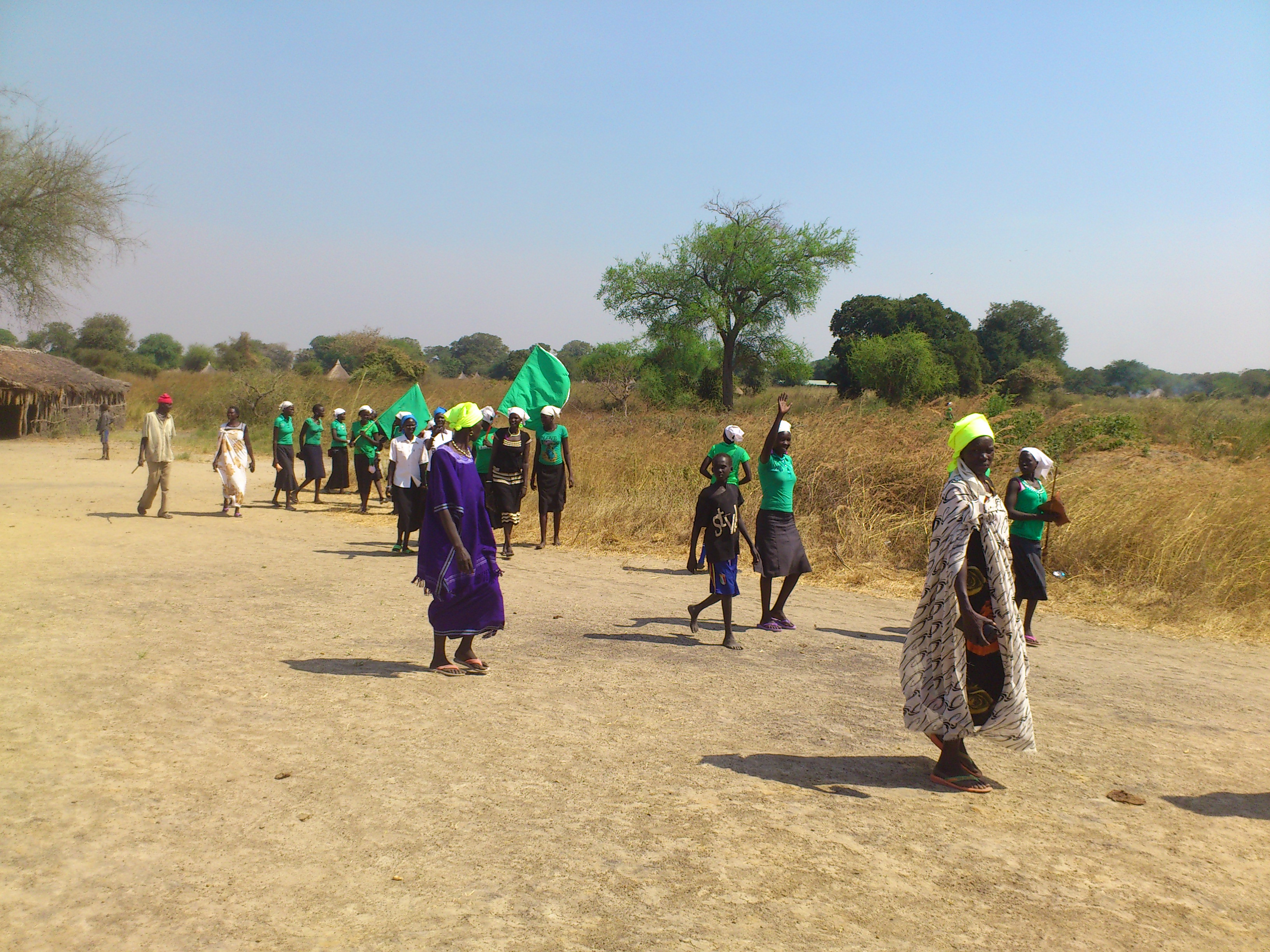
Ayod, Sudán del Sur

Ayod es una comunidad en el Estado de Junqali, Sudán del Sur, sede del condado de Ayod. Los nuer son sus principales habitantes. Riek Machar, primer vicepresidente de Sudán del Sur, es el 26º hijo del jefe de Ayod y Leer.
Un estudio de la aldea de diciembre de 1994 examinó a 759 personas y descubrió que 156, o el 20.6%, tenían lesiones de gusanos de Guinea. La dracunculosis, infección parasitaria provocada por el gusano de Guinea, es causada por beber agua contaminada y puede eliminarse proporcionando un suministro de agua limpia.